# Dysmicoccus queenslandianus
Dysmicoccus queenslandianus är en insektsart som beskrevs av Williams 1985. Dysmicoccus queenslandianus ingår i släktet Dysmicoccus och familjen ullsköldlöss. Inga underarter finns listade i Catalogue of Life.